# حديثات الأجنحة
حديثات الأجنحة أو حشرات تمتاز بميكانيكية طيران حديثة أو طاويات الأجنحة (الاسم العلمي: Neoptera) مأخوذة من اليونانية (νεός - نيوس) = «حديث» + (πτερος - بيتروس) = «جناح» هي دون طائفة من الحشرات تتبع تحت طائفة الجناحيات. وهو تصنيف يشمل مجموعة معظم الحشرات المجنحة، بالتحديد تلك التي يمكن أن تثني اجنحتها عن طريق بطونها. على عكس الحشرات المجنحة قديمة الأجنحة (مثل ذباب مايو، اليعسوب)، والتي هي غير قادرة على ثني اجنحتها بنفس الطريقة. وقد أقترح هذا التصنيف العالم عالم الحشرات الروسي أندري فاسيليفتش مارتينوف.

## التصنيف
يتم التصنيف إلى طبقتين وعدة رتب:
طبقة خارجيات الأجنحة (Exopterygota)
- رتبة الصرصوريات (Blattodea)
- رتبة السرعوفيات (Mantodea)
- رتبة متساويات الأجنحة (Isoptera)
- رتبة السلبوجيات (Zoraptera)
- رتبة جلديات الأجنحة (Dermaptera)
- رتبة مطويات الأجنحة (Plecoptera)
- رتبة مستقيمات الأجنحة (Orthoptera)
- رتبة الشبحيات (Phasmatodea)
- رتبة رشيقات الأجنحة (Embioptera)
- رتبة محكات الأجنحة (Psocoptera)
- رتبة قمليات (Phthiraptera)
- رتبة نصفيات الأجنحة (Hemiptera)
- رتبة هدبيات الأجنحة (Thysanoptera)

طبقة داخليات الأجنحة (Endopterygota)
- رتبة Miomoptera منقرض
- رتبة كبيرات الأجنحة (Megaloptera)
- رتبة إبريات الأجنحة (Raphidioptera)
- رتبة عصبيات الأجنحة (Neuroptera)
- رتبة غمديات الأجنحة (Coleoptera)
- رتبة ملتويات الأجنحة (Strepsiptera)
- رتبة طويلات الأجنحة (Mecoptera)
- رتبة برغوثيات (Siphonaptera)
- رتبة ثنائيات الأجنحة البدئية منقرض
- رتبة ذوات الجناحين (Diptera)
- رتبة شعريات الأجنحة (Trichoptera)
- رتبة حرشفيات الأجنحة (Lepidoptera)
- رتبة غشائيات الأجنحة (Hymenoptera)